# Bejt Berl
Bejt Berl (hebrejsky בֵּית בֶּרְל, doslova „Berlův dům“, v oficiálním přepisu do angličtiny Bet Berl, přepisováno též Beit Berl) je vzdělávací komplex a obec v Izraeli, v Centrálním distriktu, v Oblastní radě Drom ha-Šaron.

## Geografie
Leží v nadmořské výšce 74 metrů v hustě osídlené a zemědělsky intenzivně využívané pobřežní nížině, respektive Šaronské planině.
Obec se nachází 10 kilometrů od břehu Středozemního moře, cca 20 kilometrů severovýchodně od centra Tel Avivu, cca 67 kilometrů jižně od centra Haify a 3 kilometry severně od města Kfar Saba. Bejt Berl obývají Židé, přičemž osídlení v tomto regionu je etnicky převážně židovské. Pouze 4 kilometry severovýchodním směrem ovšem leží město Tira, které je součástí pásu měst a vesnic obývaných izraelskými Araby - takzvaný Trojúhelník. 3 kilometry na východ od Bejt Berl se za Zelenou linií oddělující vlastní Izrael v mezinárodně uznávaných hranicích od okupovaného Západního břehu Jordánu rozkládá velké palestinské arabské město Kalkílija.
Bejt Berl je na dopravní síť napojen pomocí místních silnic číslo 554 a 5503.

## Dějiny
Bejt Berl byl založen v roce 1947. Pojmenován je podle sionistického aktivisty Berla Kacnelsona. Jde o rozsáhlý vzdělávací komplex nadregionálního významu s vysokoškolským zaměřením, který získal nynější podobu v 70. letech 20. století. Předtím šlo o školící centrum určené pro mládež z izraelských kibuců, napojených na dominantní středolevou stranu Mapaj. Vychovávali se zde instruktoři, učitelé a funkcionáři kibuců. Později se posiloval důraz na vzdělávání učitelů. Uvažovalo se dokonce o proměně Bejt Berl na univerzitu. Nakonec zde byla zřízena vyšší škola, která je největší svého druhu v Izraeli (cca 8000 studentů). V sousedním komplexu Kalmanija (קלמניה) je umístěn institut pro vzdělávání arabských učitelů. Stojí tu rovněž regionální základní škola Ami Asaf (עמי אסף) určená pro vesnice z Oblastní rady Drom ha-Šaron. Součástí komplexu je i umělecká škola a škola zaměřená na vládní a sociální politiku.
Správní území obce současnosti dosahuje 1080 dunamů (1,08 kilometru čtverečního).

## Demografie
Podle údajů z roku 2014 tvořili naprostou většinu obyvatel v Bejt Berl Židé (včetně statistické kategorie "ostatní", která zahrnuje nearabské obyvatele židovského původu ale bez formální příslušnosti k židovskému náboženství).
Jde o menší sídlo s dlouhodobě klesající populací. K 31. prosinci 2014 zde žilo 109 lidí. Během roku 2014 populace stoupla o 34,6 %.
| Rok            | 1972 | 1983 | 1995 | 2001 | 2003 | 2004 | 2005 | 2006 | 2007 | 2008 | 2009 | 2010 | 2011 | 2012 | 2013 | 2014 |
| -------------- | ---- | ---- | ---- | ---- | ---- | ---- | ---- | ---- | ---- | ---- | ---- | ---- | ---- | ---- | ---- | ---- |
| Počet obyvatel | 182  | 337  | 236  | 248  | 253  | 250  | 256  | 260  | 269  | 267  | 140  | 128  | 118  | 81   | 81   | 109  |